# 有樂町站
有樂町站（日语：／ Yūrakuchō eki */?）是位於日本東京都千代田區有樂町，屬於東日本旅客鐵道（JR東日本）、東京地下鐵的鐵路車站。

## 停靠路線
此站有JR東日本各線（後述）與東京地下鐵有樂町線停靠。
- JR東日本：各線（後述）
- 東京地下鐵： 有樂町線 - 車站編號「Y 18」

JR東日本路線屬東海道本線，在運行系統上為京濱東北線與山手線，旅客資訊並不使用「東海道（本）線」。白天時段只有山手線停靠，京濱東北線列車則是過站不停。另外，本站依據JR東日本的特定都區市內制度，屬於「東京都區內」與「東京山手線內」。在日本國有鐵道（國鐵）營運的1954年至1956年間，早晚通勤時段的常磐線列車會停靠本站。
- 京濱東北線：為行駛於電車線的東海道本線、東北本線近距離電車。橫濱站直通根岸線 - 車站編號「JK 25」
- 山手線：行駛於電車線的環狀路線 - 車站編號「JY 30」

東京地下鐵有樂町線往池袋站方向電車實施東武東上線及西武池袋線的直通運轉服務。
本站與日比谷站間非站內轉乘，但設有聯絡通道，乘客可站外轉乘東京地下鐵日比谷線、千代田線、三田線。

## 历史
站名來自於本地地名「有樂町」，是明治時代因織田信長之弟織田長益（號「有樂齋」）的邸宅舊址所在而命名。

### JR東日本

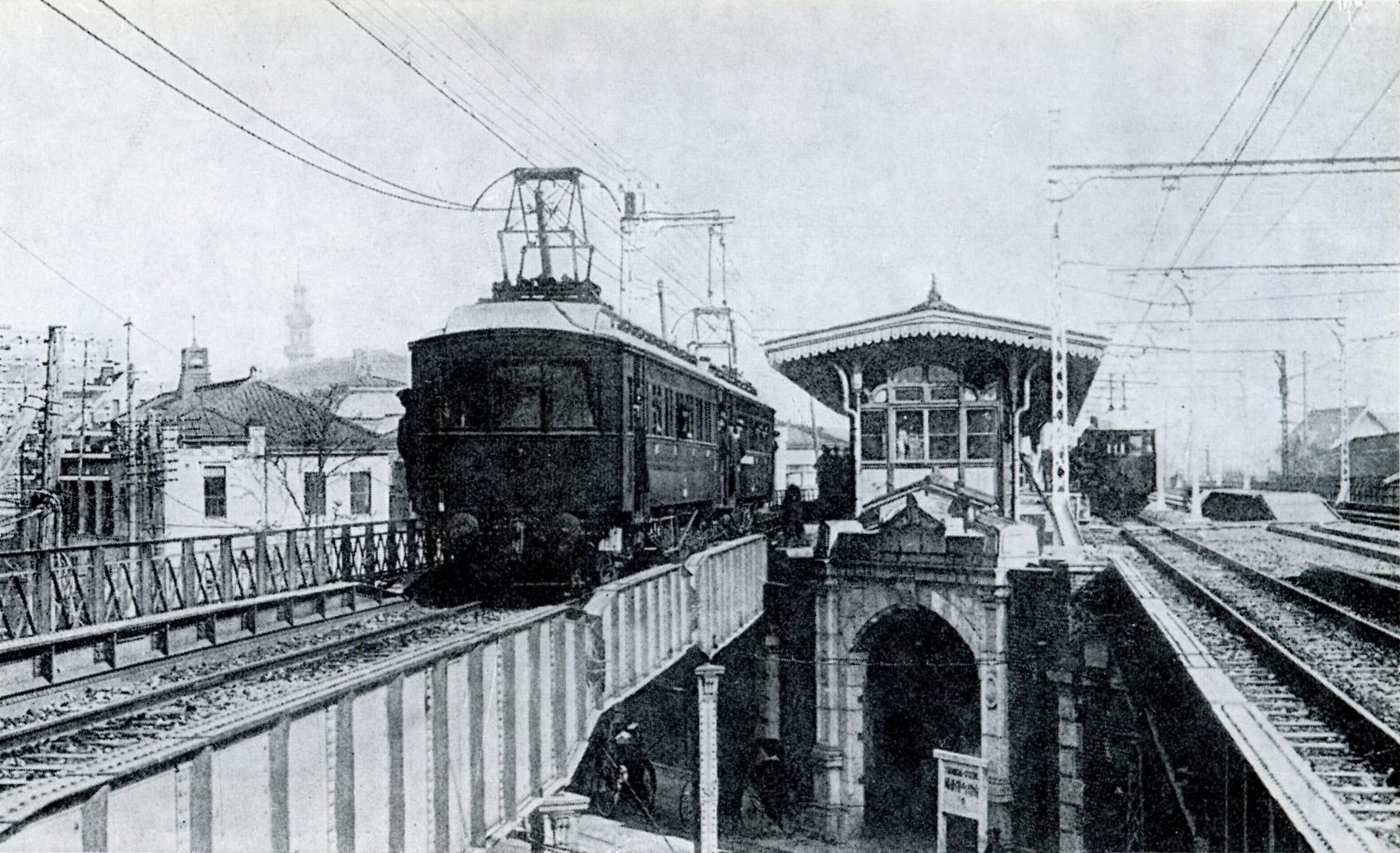
京濱線電車試營運時的有樂町站，後方是東京方向（1914年12月）

- 1910年（明治43年）6月25日：鐵道院東海道本線車站開業。當時僅京濱電車（之後的京濱東北線）實施載客服務。
- 1945年（昭和20年）1月27日：太平洋戰爭中的空襲擊中中央剪票口，共有9名站員與87名旅客死亡。
- 1972年（昭和47年）3月15日：廢止行李業務。
- 1987年（昭和62年）4月1日：國鐵分割民營化，山手線由JR東日本繼承。
- 1988年（昭和63年）3月13日：京濱東北線快速班次開始營運，午間班次不停靠本站。
- 2001年（平成13年）11月18日：IC卡「Suica」啟用。
- 2014年（平成26年）8月30日：山手線月台（2、3號月台）啟用月台門。
- 2018年（平成30年）9月26日：京濱東北線月台（1、4號月台）啟用月台門[4]。

### 東京地下鐵（含日比谷站）
- 1964年（昭和39年）8月29日：帝都高速度交通營團（營團地下鐵）日比谷線日比谷站開業。
- 1971年（昭和46年）3月20日：營團地下鐵千代田線日比谷站開業。
- 1972年（昭和47年）6月30日：都營地下鐵三田線日比谷站開業。
- 1974年（昭和49年）10月30日：營團地下鐵有樂町線車站開業，與日比谷站實施連絡運輸。
- 2004年（平成16年）4月1日：營團民營化。有樂町線由東京地下鐵繼承。
- 2007年（平成19年）3月18日：IC卡「PASMO」啟用。

## 車站構造

### JR東日本
JR車站是島式月台2面4線的高架車站。外側2線由京濱東北線使用、內側2線由山手線使用。
導入車站編號前的月台站名標右下與左下站名非一般使用的平假名與羅馬拼音，而是使用漢字與羅馬拼音。
月台與中央口、中央西口之間皆設有電梯與電扶梯。月台上的出口、轉乘資訊看板同時列出未實施聯絡運輸的東京地下鐵銀座線、丸之內線（銀座站）與實施聯絡運輸的有樂町線。
本站鄰近北側的東京站京葉線月台。若從東京站的山手線、京濱東北線月台前往京葉線，雖在同一站內，但距離較遠。因此，持有含本站至東京區間的乘車券（包含東京山手線內、東京都區內起訖的票券。但山手線僅限內回、京濱東北線僅限北行）至剪票口說明要轉乘京葉線後，可從本站步行至東京站進行轉乘。此時，乘車券上會蓋途中下車印，並提供說明書（Suica等IC乘車卡僅提供說明書不蓋章）。但是，此轉乘僅可從本站京橋口剪票口至東京站京葉地下八重洲口與京葉地下丸之內口。另外，京葉線不在本站的轉乘資訊內。

#### 月台配置

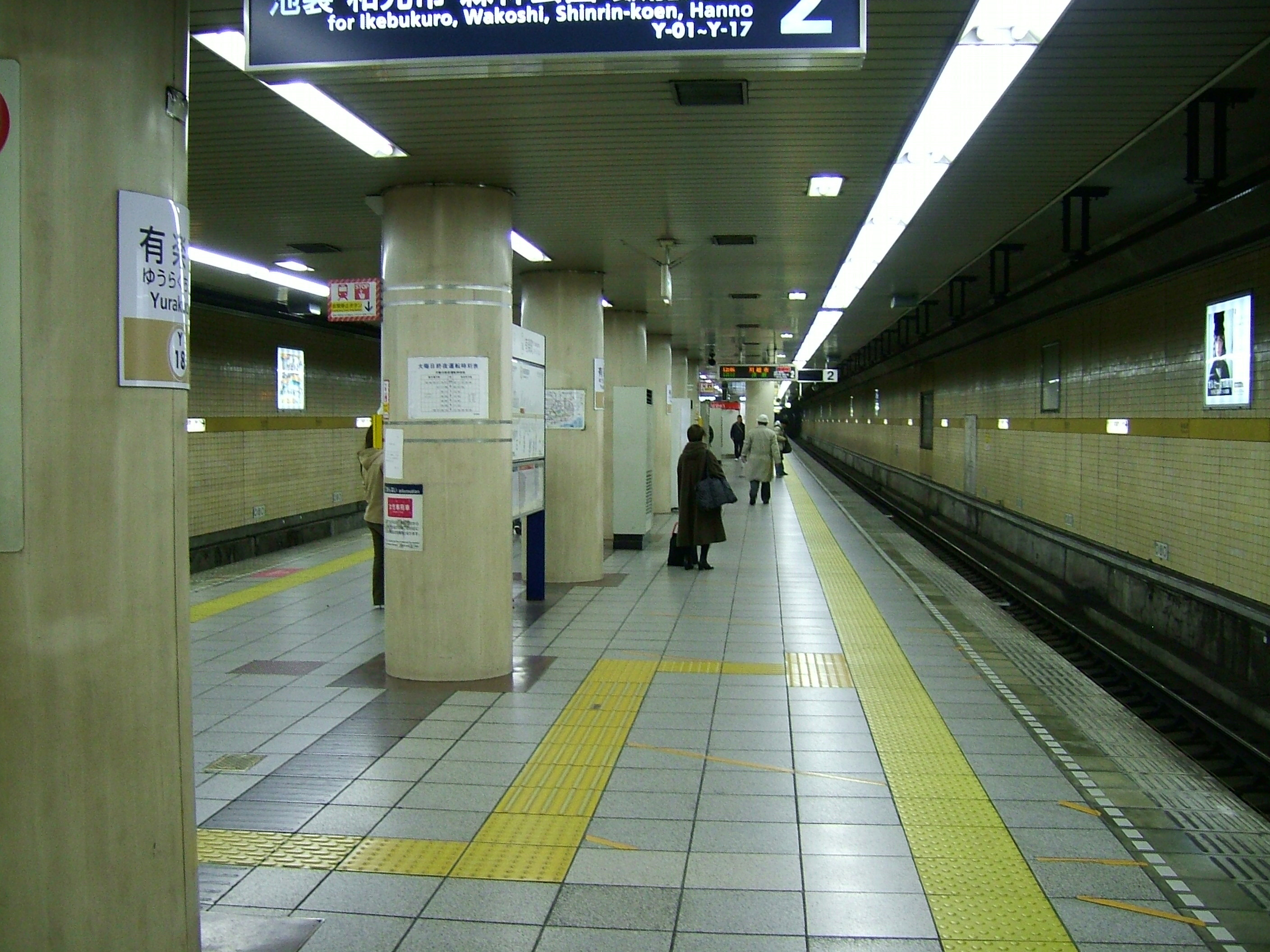
東京地下鐵有樂町站月台（2006年12月31日攝）

| 月台 | 路線       | 方向 | 目的地               |
| ---- | ---------- | ---- | -------------------- |
| 1    | 京濱東北線 | 北行 | 東京、上野、大宮方向 |
| 2    | 山手線     | 內環 | 東京、上野、池袋方向 |
| 3    | 山手線     | 外環 | 品川、澀谷、新宿方向 |
| 4    | 京濱東北線 | 南行 | 品川、橫濱、大船方向 |

（來源：JR東日本:車站構內圖 （页面存档备份，存于））
京濱東北線於早上10點30分至下午3點30分行駛的快速電車均過站不停，要搭乘該線的乘客需利用山手線前往東京站（大宮方向）或濱松町站（大船方向）換乘。
2015年10月下旬，更新1、3號月台廣播內容。

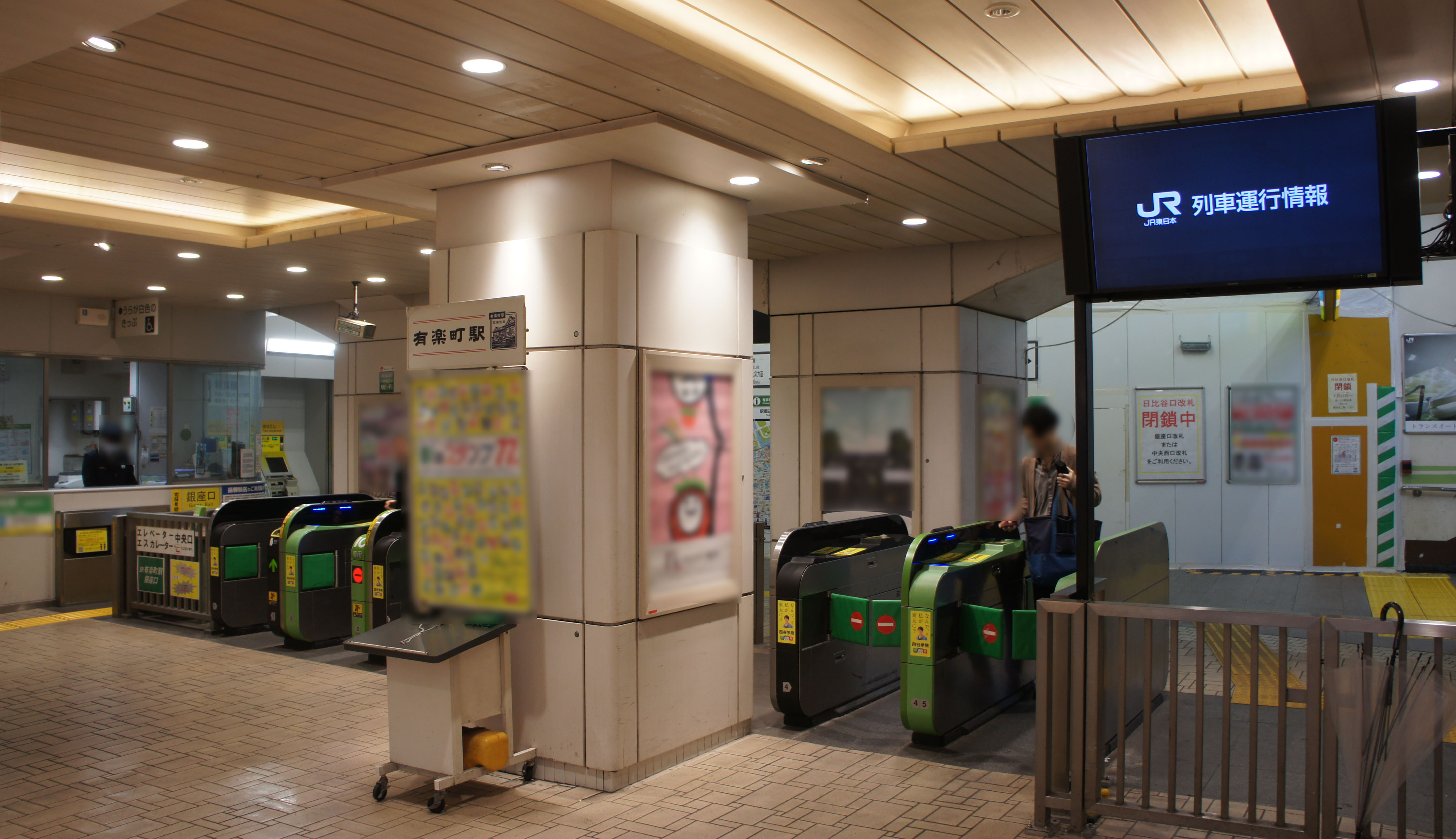
銀座口閘口（2019年3月）
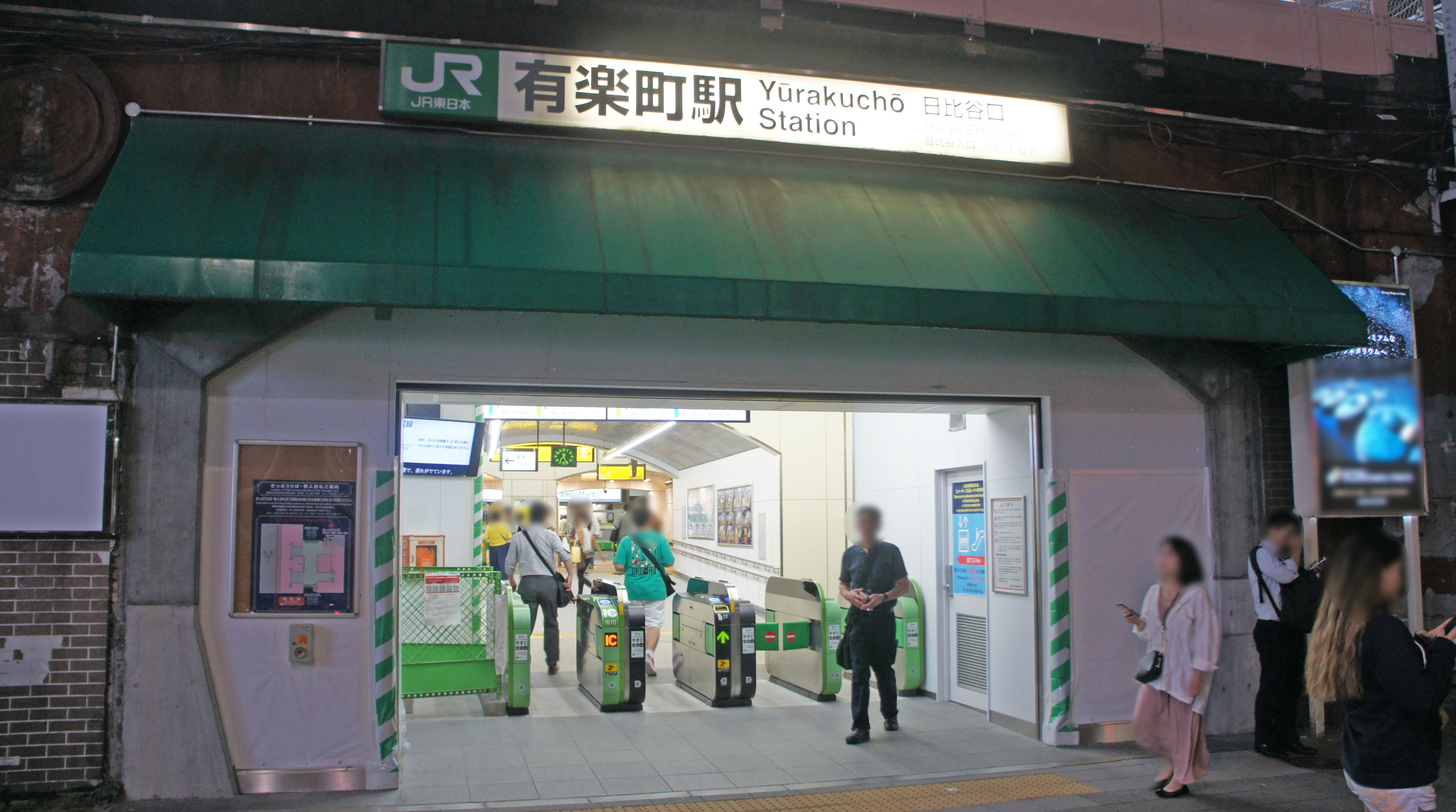
日比谷口閘口（2019年9月）
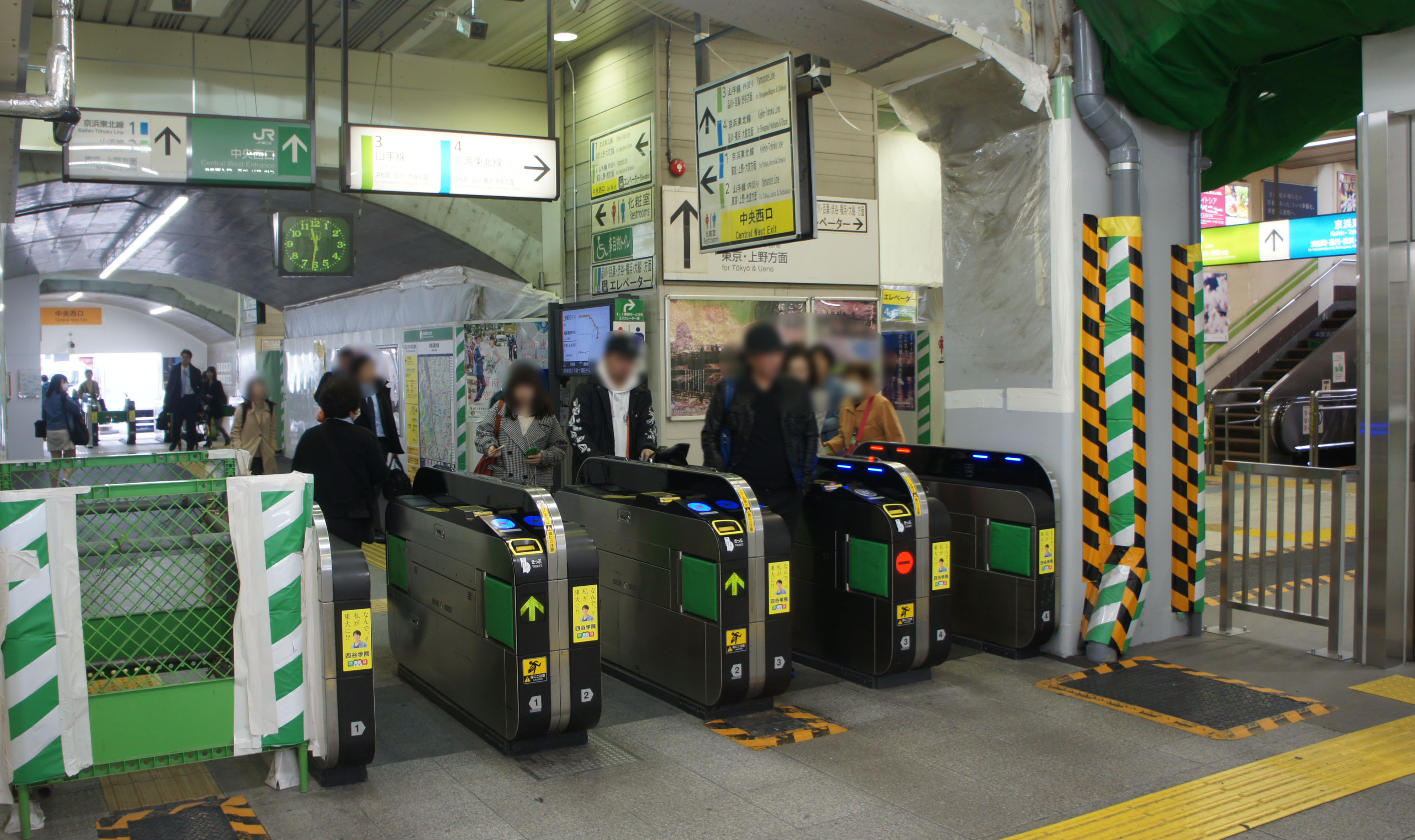
中央口閘口（2019年3月）
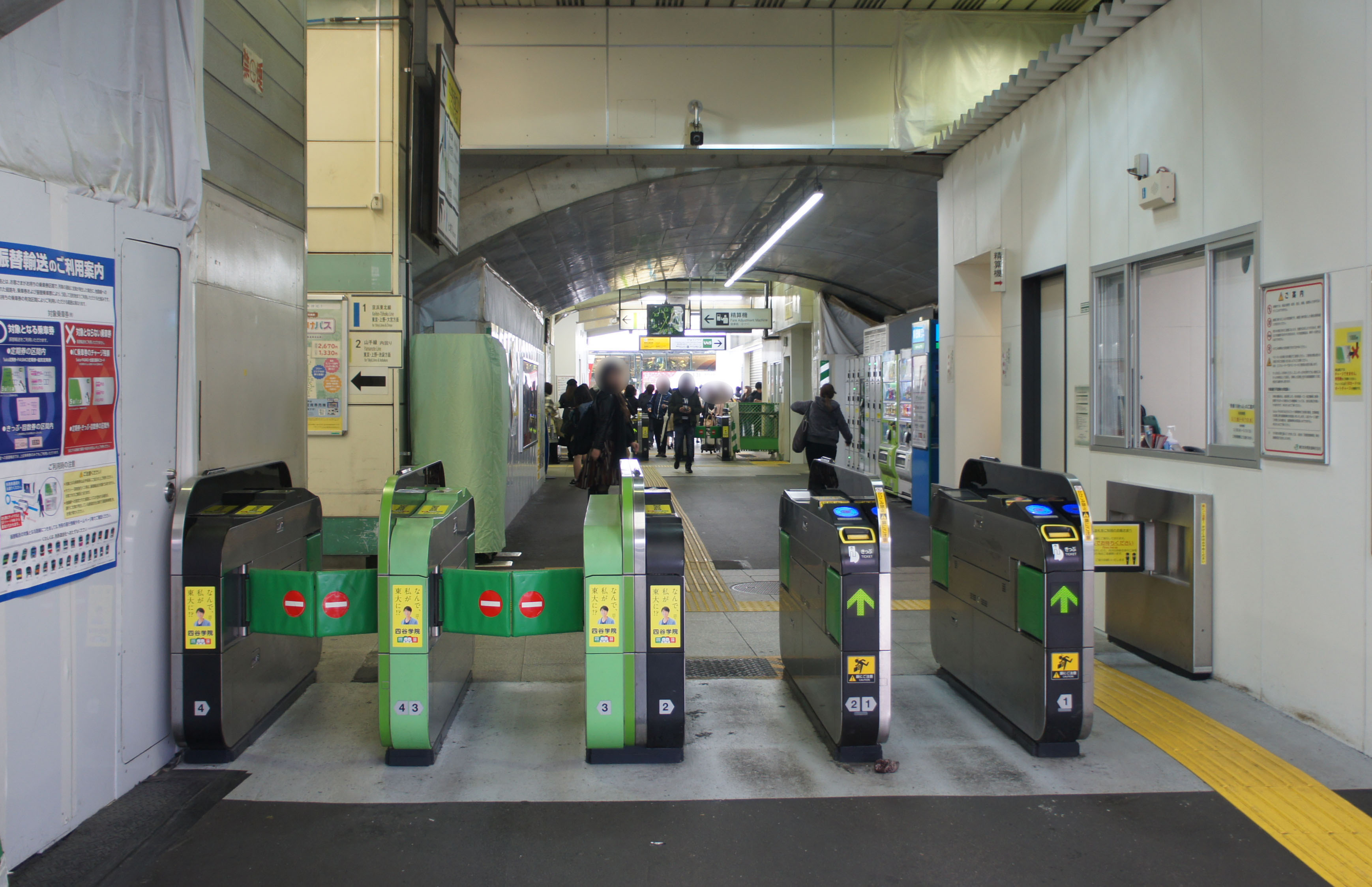
中央西口閘口（2019年3月）
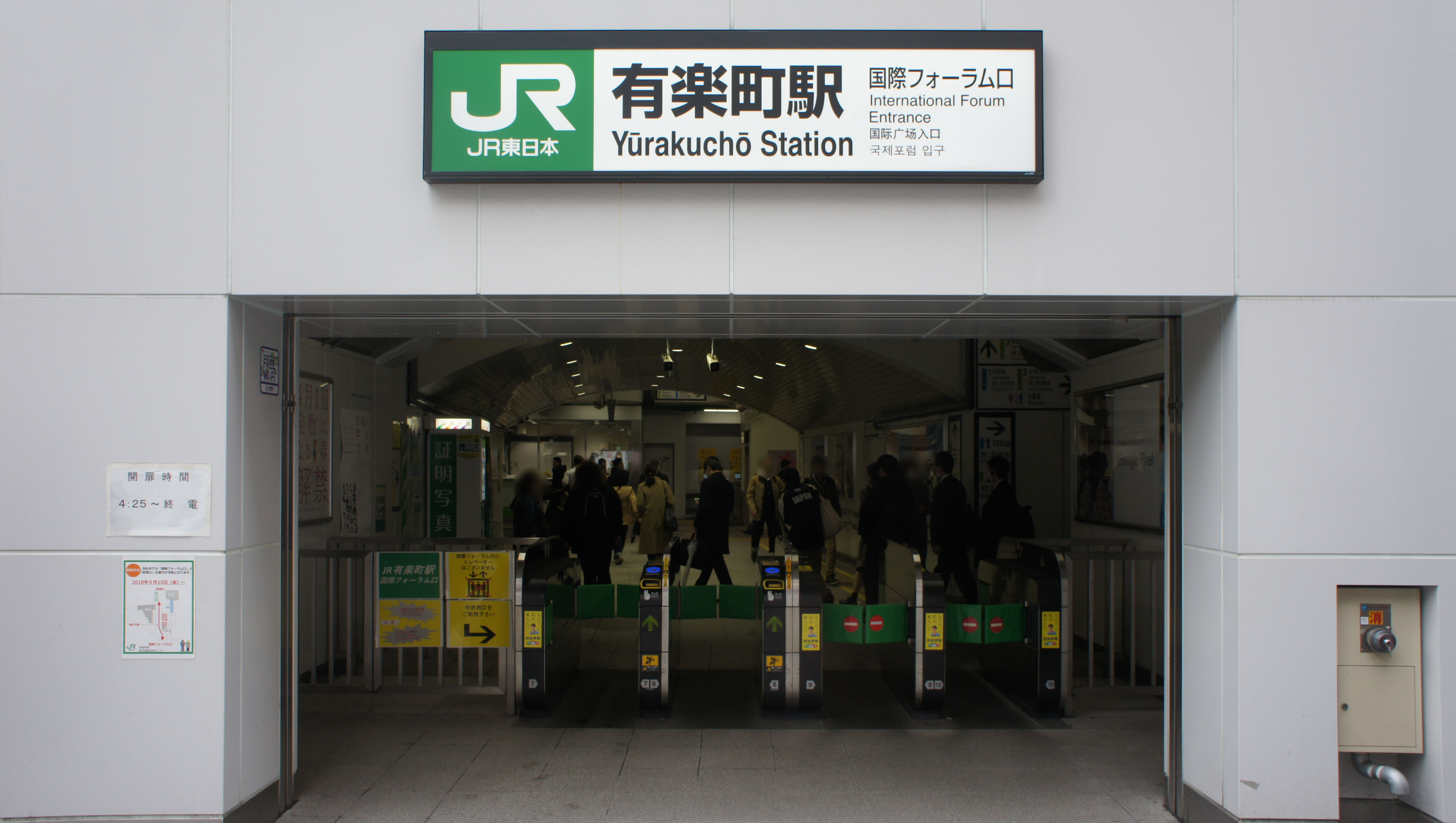
國際論壇口閘口（2019年3月）
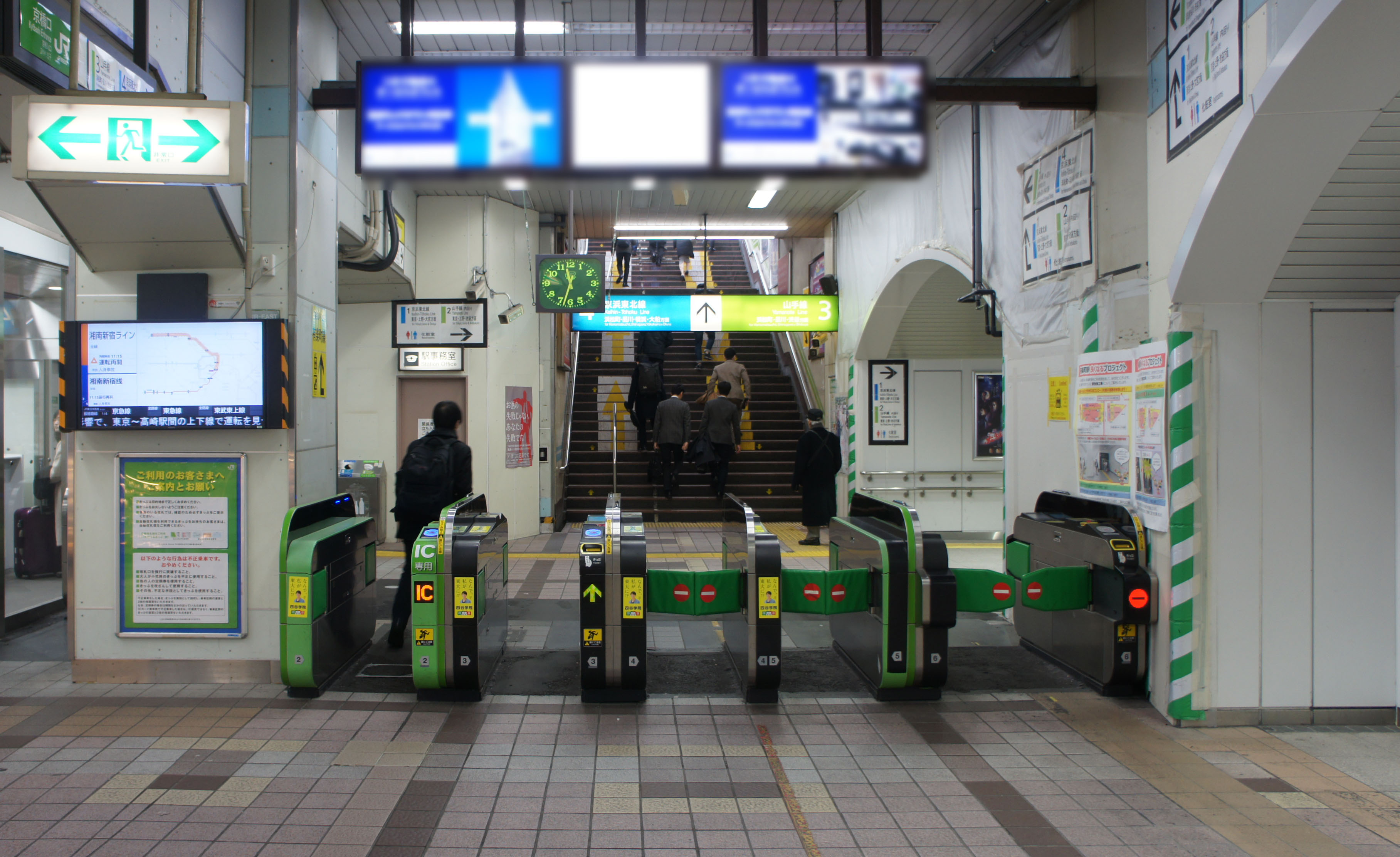
京橋口閘口（2019年3月）
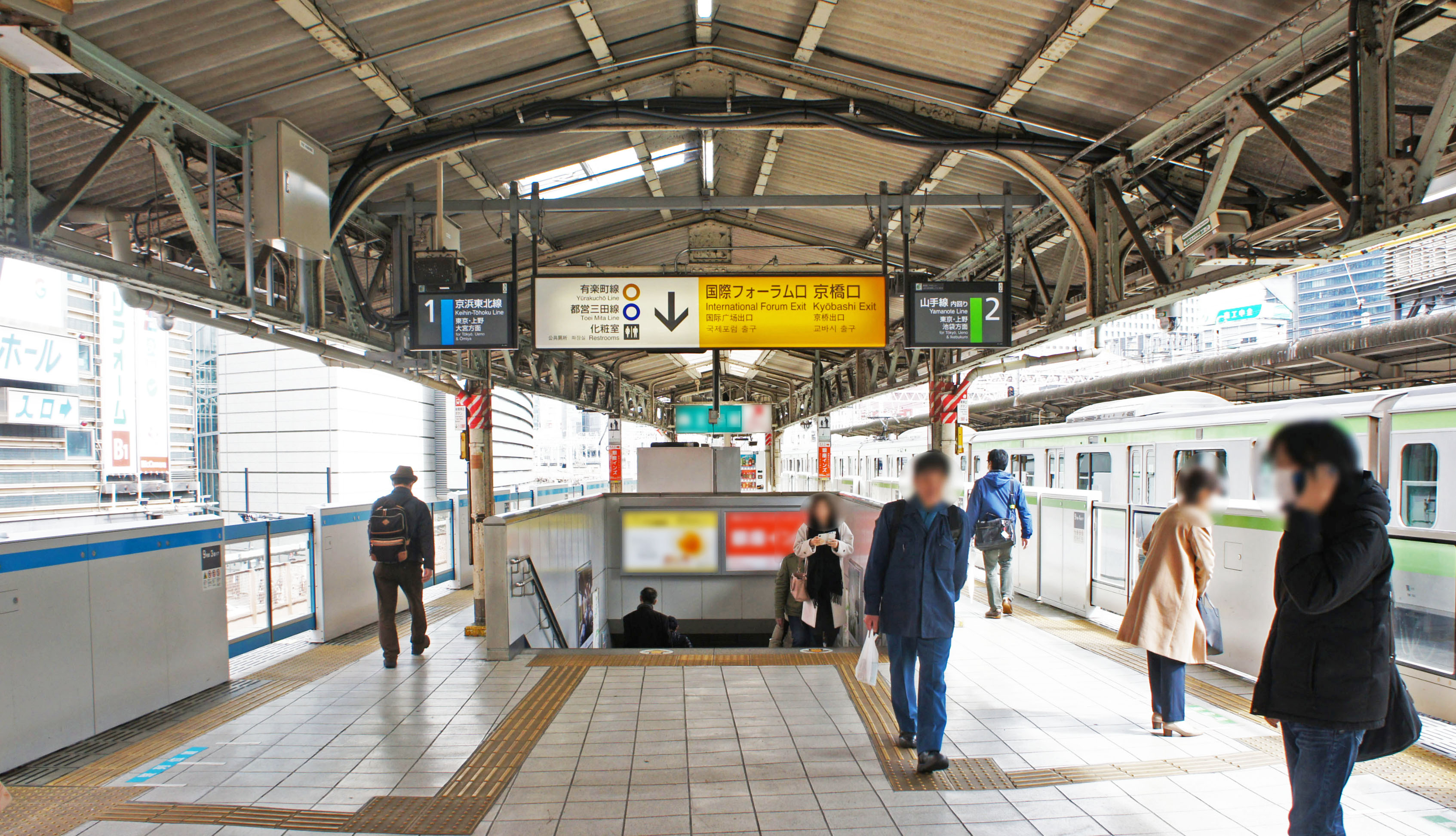
1、2號月台（2019年3月）
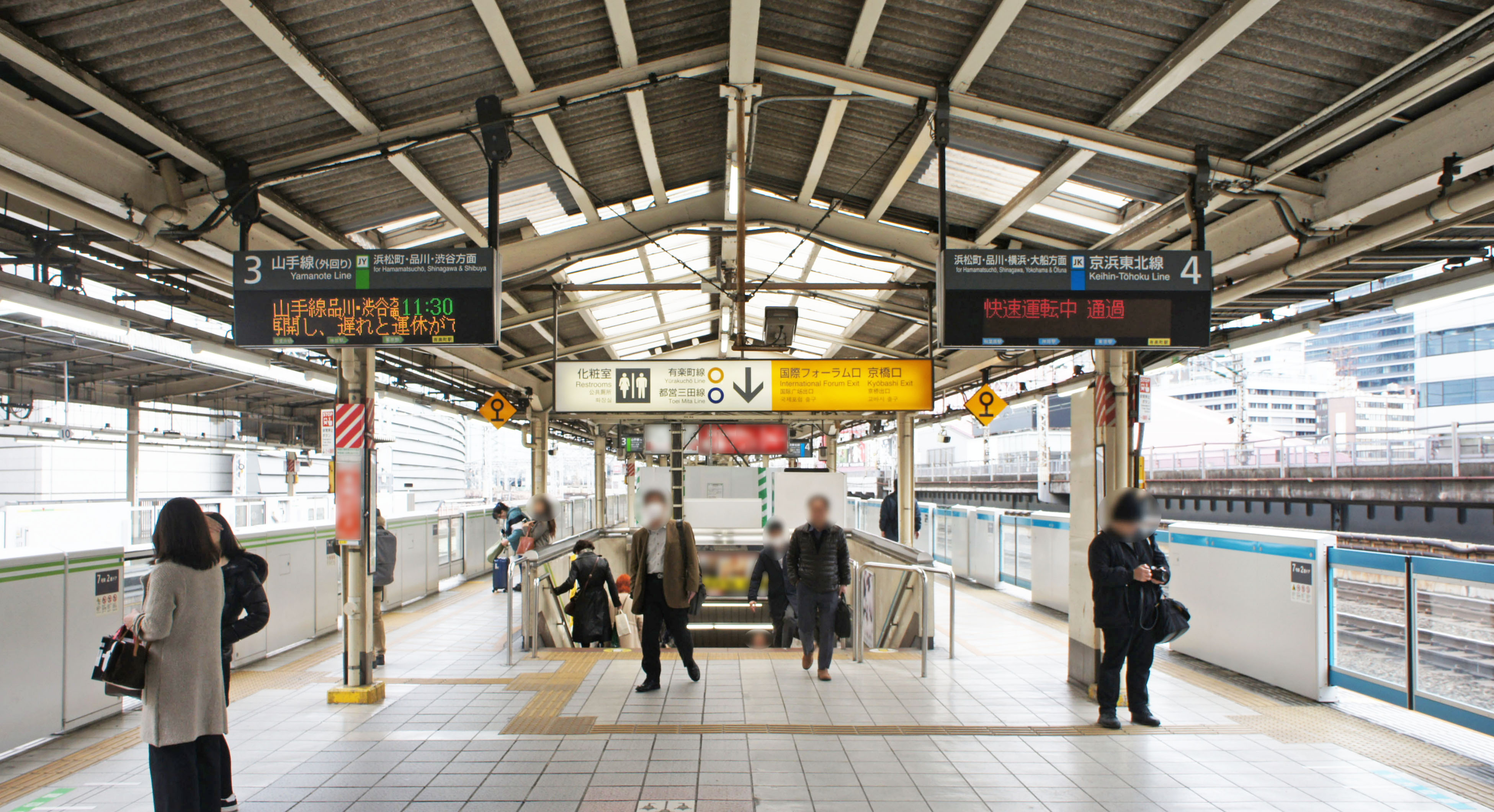
3、4號月台（2019年3月）

### 東京地下鐵
東京地下鐵站區是島式月台1面2線的地下車站。有通道與日比谷站（日比谷線、千代田線、都營三田線）連接、被視作同一車站。但是要換乘必須先出閘。出口編號開頭自開業以來一直為A，但因轉乘站日比谷站出口也以A開頭，為避免乘客混淆，2007年2月1日起出口開頭改為D。
大廳與月台間有階梯與電扶梯。月台還設有電梯通往電梯專用剪票口。1號線月台可看見6輛編組（來自南北線的臨時列車為6輛編組）的停止位置標記。
銀座一丁目側的樓梯中段設有站務室，櫻田門側的樓梯中段設有廁所。另外，往東京國際論壇的D5出入口由於沒有電梯，因此設有輪椅專用升降機供乘客使用。
銀座一丁目側有剪式橫渡線，在緊急時刻可提供本站折返列車使用。
2016年10月26日改點起，早晨時段新增本站始發往新木場列車（本站5:01發車），並在豐洲站與百合鷗號往新橋的始發列車接續。
收費座席指定列車「S-TRAIN」在平日行駛有樂町線並停靠本站，但搭車後無法在其他東京地下鐵車站下車（。

#### 月台配置
| 月台 | 路線     | 目的地                           |
| ---- | -------- | -------------------------------- |
| 1    | 有樂町線 | 月島、豐洲、新木場方向           |
| 2    | 有樂町線 | 池袋、和光市、森林公園、飯能方向 |

（來源：東京地下鐵:構內圖 （页面存档备份，存于））

## 利用狀況
2016年度合計1日平均上下車人次約51萬人。與被視為同一站的日比谷站加總達約70萬人，年約2億5500萬人。
- JR東日本 - 2019年度1日平均上車人次為167,748人[使用人數 1]。
在JR東日本車站中次於大崎站之後名列第15位。但由於只有兩個月台，尖峰時刻的人潮非常擁擠。
- 東京地下鐵 - 2017年度1日平均上下車人次為174,378人[使用人數 2]。
在東京地下鐵全部130個車站當中次於九段下站位居第16位。此數值不包括與日比谷站的日比谷線、千代田線的轉乘人次。
  - 若包括與日比谷線、千代田線的轉乘人次，2017年度1日平均上下車人次為235,952人[上下車資料 1]。有樂町線內次於小竹向原站排行第2位。

### 各年度1日平均上下車人次
近年1日平均上下車人次變化如下表（JR除外）。
| 年度               | 營團 / 東京地下鐵  | 營團 / 東京地下鐵 |
| 年度               | 1日平均 上下車人次 | 增加率            |
| ------------------ | ------------------ | ----------------- |
| 1999年（平成11年） | 135,861            |                   |
| 2000年（平成12年） | 131,552            | −3.2%             |
| 2001年（平成13年） | 126,524            | −3.8%             |
| 2002年（平成14年） | 123,576            | −2.3%             |
| 2003年（平成15年） | 121,270            | −1.9%             |
| 2004年（平成16年） | 121,907            | 0.5%              |
| 2005年（平成17年） | 125,755            | 3.2%              |
| 2006年（平成18年） | 135,646            | 7.9%              |
| 2007年（平成19年） | 147,556            | 8.8%              |
| 2008年（平成20年） | 152,084            | 3.1%              |
| 2009年（平成21年） | 149,832            | −1.4%             |
| 2010年（平成22年） | 147,259            | −1.7%             |
| 2011年（平成23年） | 147,303            | 0.0%              |
| 2012年（平成24年） | 152,102            | 3.3%              |
| 2013年（平成25年） | 158,809            | 4.4%              |
| 2014年（平成26年） | 160,065            | 0.8%              |
| 2015年（平成27年） | 167,929            | 4.9%              |
| 2016年（平成28年） | 172,303            | 2.6%              |
| 2017年（平成29年） | 174,378            | 1.2%              |
| 2018年（平成30年） | 177,367            | 1.7%              |

### 各年度1日平均上車人次（1910年代－1930年代）
近年1日平均上車人次變化如下表。
| 年度               | 日本鐵道 / 國鐵 | 來源              |
| ------------------ | --------------- | ----------------- |
| 1910年（明治42年） | [ 備考 1 ]      |                   |
| 1914年（大正03年） | 685             | [ 東京府統計 2 ]  |
| 1915年（大正04年） | 892             | [ 東京府統計 3 ]  |
| 1916年（大正05年） | 1,776           | [ 東京府統計 4 ]  |
| 1919年（大正08年） | 4,891           | [ 東京府統計 5 ]  |
| 1920年（大正09年） | 7,853           | [ 東京府統計 6 ]  |
| 1922年（大正11年） | 11,704          | [ 東京府統計 7 ]  |
| 1923年（大正12年） | 12,822          | [ 東京府統計 8 ]  |
| 1924年（大正13年） | 14,174          | [ 東京府統計 9 ]  |
| 1925年（大正14年） | 18,185          | [ 東京府統計 10 ] |
| 1926年（昭和元年） | 26,218          | [ 東京府統計 11 ] |
| 1927年（昭和02年） | 30,195          | [ 東京府統計 12 ] |
| 1928年（昭和03年） | 34,711          | [ 東京府統計 13 ] |
| 1929年（昭和04年） | 35,695          | [ 東京府統計 14 ] |
| 1930年（昭和05年） | 34,142          | [ 東京府統計 15 ] |
| 1931年（昭和06年） | 31,970          | [ 東京府統計 16 ] |
| 1932年（昭和07年） | 33,059          | [ 東京府統計 17 ] |
| 1933年（昭和08年） | 37,091          | [ 東京府統計 18 ] |
| 1934年（昭和09年） | 40,673          | [ 東京府統計 19 ] |
| 1935年（昭和10年） | 43,556          | [ 東京府統計 20 ] |

### 各年度1日平均上車人次（1953年－2000年）
| 年度               | 國鐵 / JR東日本 | 營團   | 來源              |
| ------------------ | --------------- | ------ | ----------------- |
| 1953年（昭和28年） | 138,077         | 未開業 | [ 東京都統計 1 ]  |
| 1954年（昭和29年） | 147,968         | 未開業 | [ 東京都統計 2 ]  |
| 1955年（昭和30年） | 154,337         | 未開業 | [ 東京都統計 3 ]  |
| 1956年（昭和31年） | 163,964         | 未開業 | [ 東京都統計 4 ]  |
| 1957年（昭和32年） | 175,590         | 未開業 | [ 東京都統計 5 ]  |
| 1958年（昭和33年） | 181,573         | 未開業 | [ 東京都統計 6 ]  |
| 1959年（昭和34年） | 180,162         | 未開業 | [ 東京都統計 7 ]  |
| 1960年（昭和35年） | 192,992         | 未開業 | [ 東京都統計 8 ]  |
| 1961年（昭和36年） | 195,655         | 未開業 | [ 東京都統計 9 ]  |
| 1962年（昭和37年） | 205,065         | 未開業 | [ 東京都統計 10 ] |
| 1963年（昭和38年） | 205,042         | 未開業 | [ 東京都統計 11 ] |
| 1964年（昭和39年） | 201,164         | 未開業 | [ 東京都統計 12 ] |
| 1965年（昭和40年） | 192,509         | 未開業 | [ 東京都統計 13 ] |
| 1966年（昭和41年） | 194,136         | 未開業 | [ 東京都統計 14 ] |
| 1967年（昭和42年） | 198,283         | 未開業 | [ 東京都統計 15 ] |
| 1968年（昭和43年） | 197,453         | 未開業 | [ 東京都統計 16 ] |
| 1969年（昭和44年） | 177,136         | 未開業 | [ 東京都統計 17 ] |
| 1970年（昭和45年） | 173,178         | 未開業 | [ 東京都統計 18 ] |
| 1971年（昭和46年） | 173,410         | 未開業 | [ 東京都統計 19 ] |
| 1972年（昭和47年） | 171,485         | 未開業 | [ 東京都統計 20 ] |
| 1973年（昭和48年） | 170,035         | 未開業 | [ 東京都統計 21 ] |
| 1974年（昭和49年） | 174,167         | 8,021  | [ 東京都統計 22 ] |
| 1975年（昭和50年） | 167,137         | 22,142 | [ 東京都統計 23 ] |
| 1976年（昭和51年） | 167,926         | 25,658 | [ 東京都統計 24 ] |
| 1977年（昭和52年） | 164,145         | 28,087 | [ 東京都統計 25 ] |
| 1978年（昭和53年） | 162,205         | 28,375 | [ 東京都統計 26 ] |
| 1979年（昭和54年） | 153,803         | 29,577 | [ 東京都統計 27 ] |
| 1980年（昭和55年） | 145,910         | 32,827 | [ 東京都統計 28 ] |
| 1981年（昭和56年） | 138,375         | 34,468 | [ 東京都統計 29 ] |
| 1982年（昭和57年） | 135,405         | 35,517 | [ 東京都統計 30 ] |
| 1983年（昭和58年） | 135,951         | 39,497 | [ 東京都統計 31 ] |
| 1984年（昭和59年） | 148,288         | 45,255 | [ 東京都統計 32 ] |
| 1985年（昭和60年） | 147,482         | 47,558 | [ 東京都統計 33 ] |
| 1986年（昭和61年） | 149,904         | 49,454 | [ 東京都統計 34 ] |
| 1987年（昭和62年） | 144,410         | 52,213 | [ 東京都統計 35 ] |
| 1988年（昭和63年） | 170,041         | 63,603 | [ 東京都統計 36 ] |
| 1989年（平成元年） | 175,484         | 76,282 | [ 東京都統計 37 ] |
| 1990年（平成02年） | 174,169         | 71,657 | [ 東京都統計 38 ] |
| 1991年（平成03年） | 169,877         | 69,713 | [ 東京都統計 39 ] |
| 1992年（平成04年） | 171,386         | 70,584 | [ 東京都統計 40 ] |
| 1993年（平成05年） | 170,397         | 71,378 | [ 東京都統計 41 ] |
| 1994年（平成06年） | 167,337         | 70,321 | [ 東京都統計 42 ] |
| 1995年（平成07年） | 167,579         | 70,148 | [ 東京都統計 43 ] |
| 1996年（平成08年） | 165,597         | 69,090 | [ 東京都統計 44 ] |
| 1997年（平成09年） | 163,955         | 68,789 | [ 東京都統計 45 ] |
| 1998年（平成10年） | 162,129         | 69,268 | [ 東京都統計 46 ] |
| 1999年（平成11年） | 160,126         | 67,027 | [ 東京都統計 47 ] |
| 2000年（平成12年） | 156,273         | 65,019 | [ 東京都統計 48 ] |

### 各年度1日平均上車人次（2001年以後）
| 年度               | JR東日本 | 營團 / 東京地下鐵 | 來源              |
| ------------------ | -------- | ----------------- | ----------------- |
| 2001年（平成13年） | 155,609  | 63,142            | [ 東京都統計 49 ] |
| 2002年（平成14年） | 153,830  | 61,858            | [ 東京都統計 50 ] |
| 2003年（平成15年） | 151,848  | 60,552            | [ 東京都統計 51 ] |
| 2004年（平成16年） | 151,031  | 60,181            | [ 東京都統計 52 ] |
| 2005年（平成17年） | 153,113  | 61,901            | [ 東京都統計 53 ] |
| 2006年（平成18年） | 157,890  | 66,775            | [ 東京都統計 54 ] |
| 2007年（平成19年） | 166,545  | 72,557            | [ 東京都統計 55 ] |
| 2008年（平成20年） | 169,361  | 74,814            | [ 東京都統計 56 ] |
| 2009年（平成21年） | 166,252  | 73,901            | [ 東京都統計 57 ] |
| 2010年（平成22年） | 162,445  | 72,627            | [ 東京都統計 58 ] |
| 2011年（平成23年） | 162,252  | 72,784            | [ 東京都統計 59 ] |
| 2012年（平成24年） | 164,929  | 74,945            | [ 東京都統計 60 ] |
| 2013年（平成25年） | 167,365  | 78,312            | [ 東京都統計 61 ] |
| 2014年（平成26年） | 165,450  | 79,087            | [ 東京都統計 62 ] |
| 2015年（平成27年） | 167,424  | 83,008            | [ 東京都統計 63 ] |
| 2016年（平成28年） | 169,550  | 85,203            | [ 東京都統計 64 ] |
| 2017年（平成29年） | 169,943  | 86,285            | [ 東京都統計 65 ] |
| 2018年（平成30年） | 173,003  | 87,816            | [ 東京都統計 66 ] |
| 2019年（令和元年） | 167,748  |                   |                   |

備註
1. ↑  1910年6月25日開業。

## 車站周邊

### 日比谷口（西南側）
- 讀賣會館（日语：読売会館）
  - Bic Camera有樂町店
- 日本放送
- 警視廳丸之内警察署（日语：丸の内警察署）
- 有樂町大廈（日语：有楽町ビルヂング）
- 新有樂町大廈（日语：新有楽町ビルヂング）
- DN Tower 21（日语：DNタワー21）
  - 第一生命保險本社
  - 農林中央金庫（日语：農林中央金庫）本店
  - 第一生命館內郵便局
- 東京半島酒店
- 有樂町電氣大廈（日语：有楽町電気ビルヂング）
- 東寶雙塔大樓（日语：東宝ツインタワービル）
- 日生劇場（日语：日生劇場）
- 東寶電影演劇區
  - 東京寶塚大樓
    - 東京寶塚劇場
    - TOHO CINEMAS斯卡拉座（日语：TOHOシネマズスカラ座）
    - TOHO CINEMAS御幸座（日语：TOHOシネマズみゆき座）

  - 東寶Theatre Creation大樓
    - Theatre Creation（日语：シアタークリエ）
    - 雷姆日比谷飯店（日语：阪急阪神ホテルズ）

  - 東寶日比谷大廈（日语：東宝日比谷ビル）
    - 東宝本社
    - 日比谷Chanter（日比谷シャンテ）
    - TOHO CINEMAS Chanter（日语：TOHOシネマズシャンテ）
    - 合歡廣場（日语：合歓の広場）
- 帝國飯店
- 日比谷公園
- 皇居、皇居外苑
- 日比谷站（日比谷線、千代田線、都營三田線）
- 霞關官廳街 - 最近的JR車站。

### 國際論壇口（西北側）
- Bic Camera有樂町店
- 東京國際論壇（都廳舊址西側）
  -     - 相田光男美術館（日语：相田みつを美術館）
- 帝劇大樓
  - 帝國劇場
  - 出光興產本社
  - 出光美術館

### 京橋口（北東側）

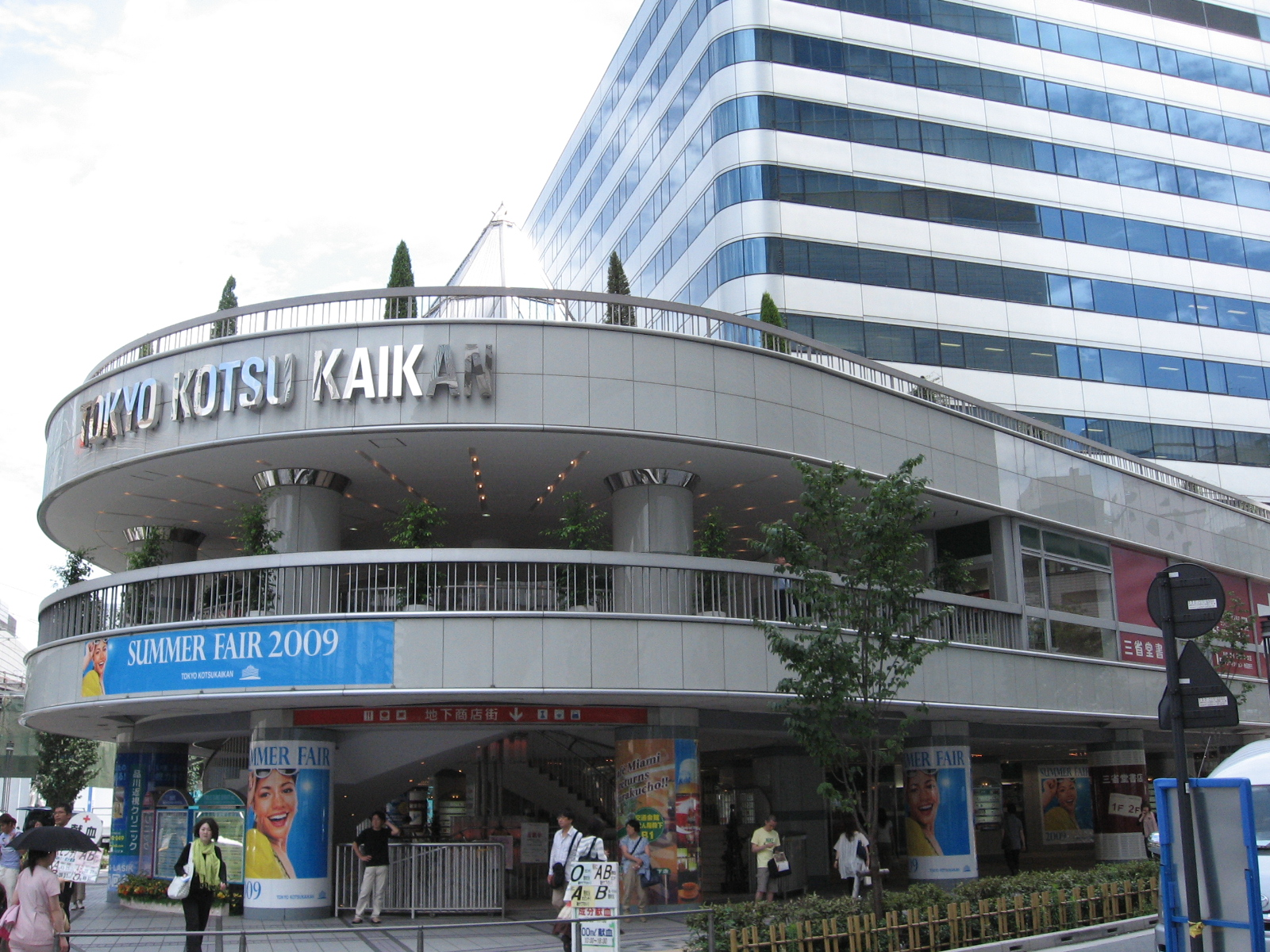
東京交通會館

- 銀座一丁目站（有樂町線）
- 東京交通會館
  - 東京交通會館內郵便局
- 銀座INZ（銀座インズ）
- MELSA（日语：メルサ） Ginza-2
- 松屋銀座本店
- Infos有樂町（インフォス有楽町）
  - 無印良品有樂町店
  - 有樂町Loft
- 豐田通商丸之內大廈

### 銀座口（東南側）
由於接近銀座之緣故，搭車人潮眾多。

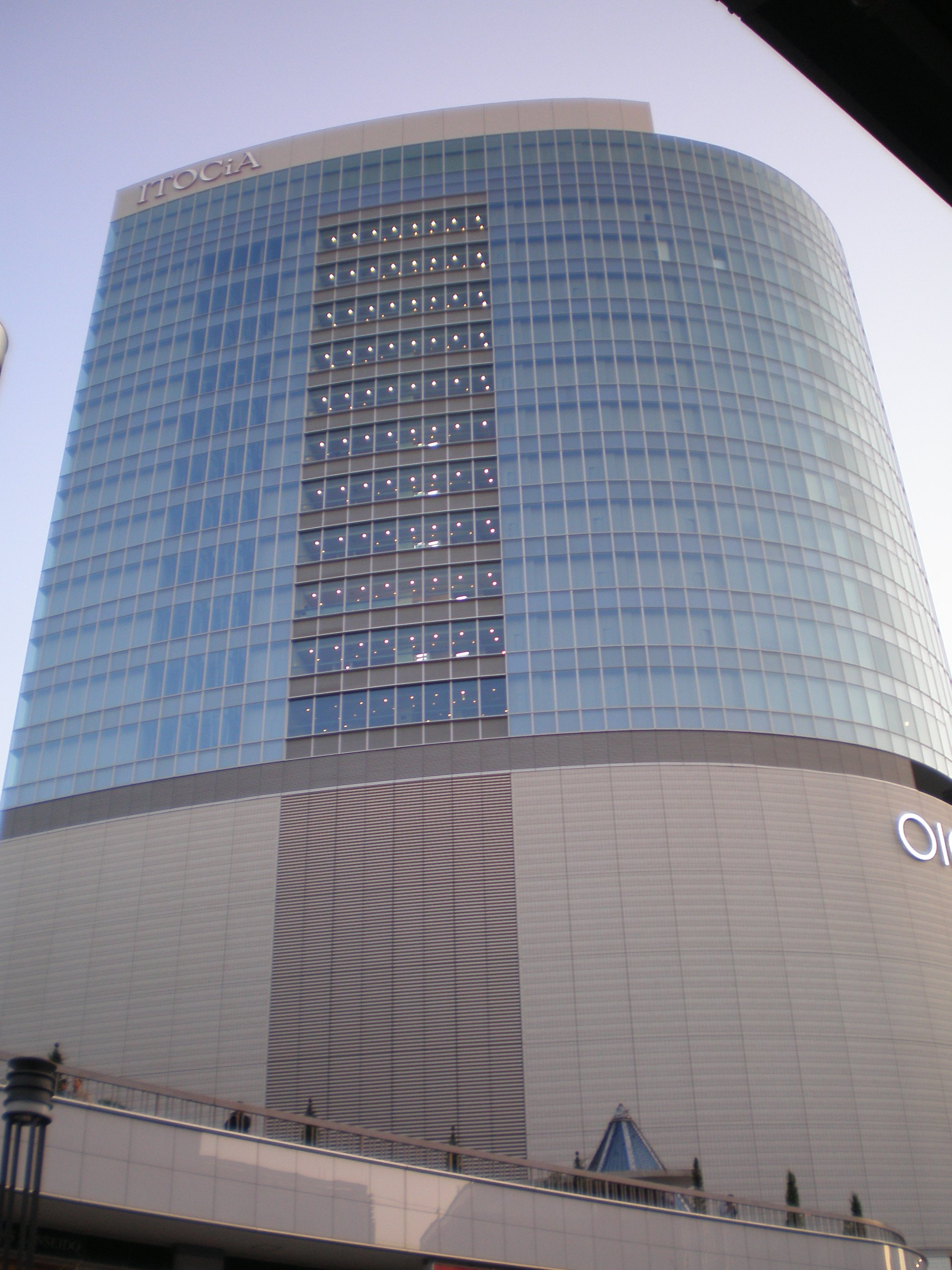
有樂町ITOCiA

- 有樂町中心大廈（日语：有楽町センタービル）（有樂町MULLION）
  - LUMINE有樂町
  - 阪急MEN'S TOKYO
    - 丸之內Picadilly（日语：丸の内ピカデリー）1、2、3
    - 丸之內Louvre（日语：丸の内ルーブル）
    - 有樂町朝日大廳（日语：有楽町朝日ホール）
    - TOHO CINEMAS日劇（日语：TOHOシネマズ日劇）
- 數寄屋橋（日语：数寄屋橋）交差點
- 銀座站（銀座線、丸之內線、日比谷線）
- 西銀座百貨（日语：西銀座デパート）
- 三越銀座店
- 松坂屋銀座店

### 中央口
- 吉野家有樂町店 - 2007年11月3日撥出的《<span class="ilh-all " data-orig-title="逛街天國" data-lang-code="ja" data-lang-name="日语" data-foreign-title="出没!アド街ック天国">[[:逛街天國|逛街天國]]》（東京電視台）介紹本店是吉野家全國營業額最高的店面[9]。
- 有樂町ITOCiA（日语：有楽町イトシア）
- 東映本社
  - 丸之內TOEI（日语：丸の内TOEI） (1)、(2)

## 巴士路線

### 國際論壇口
有樂町站前
- 都營巴士
  - 南向
    - <都04> 往豐海水產埠頭（經勝鬨站前）
    - <都05-1> 往晴海埠頭（經勝鬨站前）
    - <都05-2> 往有明一丁目、東京Big Sight（經勝鬨站前）
    - <都05-2急行> 往東京Big Sight（經勝鬨站前）　※僅早晨
    - <都05-1出入> 往深川車庫前（日语：都営バス深川営業所） （經勝鬨站前、豐洲站前） ※僅夜間
    - <深夜13> 往有明一丁目（經勝鬨站前、豐洲站） ※僅平日夜間

  - 北向
    - <都04、都05-1、都05-1出入、都05-2、都05-2急行、深夜13> 往東京站丸之內南口

- 日立自動車交通（日语：日立自動車交通）
  - 讀賣會館前
    - <晴海LINER 銀座、八重洲線 晴海01> 經東京站八重洲北口、日本橋髙島屋往晴海Triton Square、（直行）往晴海Triton Square

新國際大樓
- 日之丸自動車興業（日语：日の丸自動車興業）
  - <丸之內SHUTTLE> 三菱大廈、東京產經大廈（日语：サンケイビル）方面

### 京橋口
有樂町站京橋口
- 哈多巴士
  - 定期觀光巴士

### 銀座口

#### 有樂町MULLION旁
有樂町MULLION前（東武）／有樂町站（千葉綠巴士）
- 東武巴士東、千葉綠巴士（日语：ちばグリーンバス）
  - <深夜急行> 往我孫子站（經三鄉站、流山站、豐四季站、柏站） （東武）※周六日與年末年始、御盆期間停駛
  - <深夜急行> 往京成佐倉站行（經船橋站、津田沼站、八千代台站、勝田台站）（千葉綠巴士）※周六日與年末年始、御盆期間停駛
  - <深夜急行> 往成田機場（第2、第3旅客航廈）（經津田沼站、八千代台站、勝田台站、JR成田站）（千葉綠巴士）※周六日與年末年始、御盆期間停駛

#### 晴海通 有樂町MULLION前
數寄屋橋（都營、平和、ASKA、船橋新京成、利木津）／有樂町站（京成）
- 都營巴士、京成巴士、東京灣城市交通（日语：東京ベイシティ交通）、平和交通、ASKA交通（日语：あすか交通）、船橋新京成巴士（日语：船橋新京成バス）
  - 地下鐵銀座站A0出入口附近
    - <都04> 往豐海水產碼頭（經勝鬨站前）（都營）
    - <都03、都05-1> 往晴海碼頭（經勝鬨站前）（都營）
    - <都05-2> 往東京Big Sight（經勝鬨站前、新豐洲站、有明網球之森、有明一丁目）（都營）
    - <都05-2急行> 往東京Big Sight（經勝鬨站前、新豐洲站、有明網球之森、有明一丁目）（都營）
    - <都05-1出入> 往深川車庫前（經勝鬨站前、豐洲站前）（都營） ※僅夜間
    - <深夜13> 往有明一丁目（經勝鬨站前、新豐洲站、有明網球之森）（都營） ※僅平日夜間
    - <深夜急行> 往日之出七丁目（經新浦安站、明海四丁目）（京成、東京灣城市交通）※周六日與年末年始、御盆期間停駛
    - <深夜急行> 往SUN CORPO（サンコーポ）西口（經新浦安站）（京成）※周六日與年末年始、御盆期間停駛
    - <深夜急行> 往千葉站（經新浦安站、海濱幕張站、檢見川濱站、稻毛海岸站、稻毛站）（京成）※周六日與年末年始、御盆期間停駛
    - <深夜急行> 往桐畑（經新浦安站、行德站、下總中山站入口、西船橋站、行德團地）（京成）※周六日與年末年始、御盆期間停駛
    - <深夜急行> 往成田機場（經西船橋站、鎌谷大佛站、千葉新市鎮中央站、印旛日本醫大站、JR成田站、京成成田站）（成田空港交通）※每日運行
    - <深夜急行> 往成田機場（經金町站、松戶站、新松戶站、常盤平站、五香站、六實站、新鎌谷站、西白井站、白井站、千葉新市鎮中央站、京成成田站）（成田空港交通）※每日運行
    - <深夜急行> 往鎌谷大佛 （經新船橋站入口、船橋站北口、東船橋站入口、高根木戶站、北習志野站、船橋日大前站、八千代綠丘站、二和向台站入口）（船橋新京成巴士）※周六日與年末年始、御盆期間停駛

  - 地下鐵銀座站C1出入口附近
    - <都03> 往四谷站前（經三宅坂（日语：三宅坂）） （都營）

  - 地下鐵銀座站C6出入口附近
    - <東京SHUTTLE> 往成田機場（京成巴士、京成巴士系統（日语：京成バスシステム）、成田空港交通、Limousine Passenger Service）
    - <利木津巴士> 往羽田機場（東京空港交通）
    - <利木津巴士> 成田機場發車班次的下車處（東京空港交通）

  - 地下鐵銀座站C7出入口附近
    - <My Town Liner> 往千原台站（經學園前站、生實野站）（平和）
    - <My Town Liner> 往大網站（經土気站（日语：土気駅））（平和）※周六日與年末年始、御盆期間停駛
    - <My Town Liner> 往幕張灣城、檢見川濱站、平和交通本社（宮野木）（平和）
    - <My Town Liner> 往幕張灣城、檢見川濱站、ASKA交通本社（美濱區幸町2丁目）（ASKA）
    - <THE ACCESS成田> 往成田機場（平和、ASKA、JR巴士關東）
    - <THE ACCESS成田> 往成田機場周邊富店（平和）
    - <深夜急行> 往千代田團地入口（經新檢見川站、稻毛站、都賀站、四街道站）（平和）※周六日與年末年始、御盆期間停駛
    - <深夜急行> 往山田交流道入口（經鎌取站、譽田站、土氣站、大網站）（平和）※周六日與年末年始、御盆期間停駛
    - <深夜急行> 往五井站（經學園前站、生實野站、千原台站）（平和）※周六日與年末年始、御盆期間停駛
    - <深夜急行> 往JR成田站（經四街道站、JR佐倉站、JR酒酒井站）（平和）※周六日與年末年始、御盆期間停駛
    - <深夜急行> 往印旛日本醫大站（經西船橋站、新鎌谷站、千葉新市鎮中央站、印西牧之原站）（平和）※周六日與年末年始、御盆期間停駛
    - <深夜急行> 往勝田台站（經谷津站、津田沼站、高根木戶站、北習志野站、船橋日大前站、八千代綠丘站、八千代中央站）（平和）※周六日與年末年始、御盆期間停駛

#### 晴海通天賞堂方向
銀座
- 關東巴士、西東京巴士（日语：西東京バス）
  - <深夜中距離> 往吉祥寺站、往三鷹站（經四谷三丁目、新宿站、中野坂上站、新中野站、東高圓寺站、新高圓寺站、南阿佐谷站、荻窪站）（関東）※周六日與年末年始、御盆期間停駛
  - <深夜急行> 往河邊站北口（經拜島站、牛濱站、福生站西口、羽村站東口、小作站東口）（西東京）※周六日與年末年始、御盆期間停駛
  - <深夜急行> 往恩方車庫（日语：西東京バス恩方営業所）（經八王子站、高尾站北口経由）（西東京）※周六日與年末年始、御盆期間停駛

## 相鄰車站
東日本旅客鐵道
 京濱東北線
■快速
通過
■各站停車
東京（JK 26）－有樂町（JK 25）－新橋（JK 24）
 山手線
東京（JY 01）－有樂町（JY 30）－新橋（JY 29）
 東京地下鐵
 有樂町線
櫻田門（Y 17）－有樂町（Y 18）－銀座一丁目（Y 19）

### 來源
JR、地下鐵1日平均使用人數
1. ↑  各駅の乗車人員 （页面存档备份，存于） - JR東日本
2. ↑  各駅の乗降人員ランキング （页面存档备份，存于） - 東京メトロ

JR東日本1999年度以後的上車人次
1. ↑  各駅の乗車人員（1999年度） （页面存档备份，存于） - JR東日本
2. ↑  各駅の乗車人員（2000年度） （页面存档备份，存于） - JR東日本
3. ↑  各駅の乗車人員（2001年度） （页面存档备份，存于） - JR東日本
4. ↑  各駅の乗車人員（2002年度） （页面存档备份，存于） - JR東日本
5. ↑  各駅の乗車人員（2003年度） （页面存档备份，存于） - JR東日本
6. ↑  各駅の乗車人員（2004年度） （页面存档备份，存于） - JR東日本
7. ↑  各駅の乗車人員（2005年度） （页面存档备份，存于） - JR東日本
8. ↑  各駅の乗車人員（2006年度） （页面存档备份，存于） - JR東日本
9. ↑  各駅の乗車人員（2007年度） （页面存档备份，存于） - JR東日本
10. ↑  各駅の乗車人員（2008年度） （页面存档备份，存于） - JR東日本
11. ↑  各駅の乗車人員（2009年度） （页面存档备份，存于） - JR東日本
12. ↑  各駅の乗車人員（2010年度） （页面存档备份，存于） - JR東日本
13. ↑  各駅の乗車人員（2011年度） （页面存档备份，存于） - JR東日本
14. ↑  各駅の乗車人員（2012年度） （页面存档备份，存于） - JR東日本
15. ↑  各駅の乗車人員（2013年度） （页面存档备份，存于） - JR東日本
16. ↑  各駅の乗車人員（2014年度） （页面存档备份，存于） - JR東日本
17. ↑  各駅の乗車人員（2015年度） （页面存档备份，存于） - JR東日本
18. ↑  各駅の乗車人員（2016年度） （页面存档备份，存于） - JR東日本
19. ↑  各駅の乗車人員（2017年度） （页面存档备份，存于） - JR東日本
20. ↑  各駅の乗車人員（2018年度） （页面存档备份，存于） - JR東日本
21. ↑  各駅の乗車人員（2019年度） （页面存档备份，存于） - JR東日本

JR、地下鐵統計資料
1. ↑  各種報告書 （页面存档备份，存于） - 関東交通広告協議会
2. ↑  行政基礎資料集 （页面存档备份，存于） - 千代田区

東京府統計書
1. ↑  東京府統計書 - 国立国会図書館（近代デジタル化資料）
2. ↑  .   [2019-01-11]. （原始内容存档于2019-02-21）.
3. ↑  .   [2019-01-11]. （原始内容存档于2019-02-21）.
4. ↑  .   [2019-01-11]. （原始内容存档于2021-12-15）.
5. ↑  .   [2019-01-11]. （原始内容存档于2021-12-16）.
6. ↑  .   [2019-01-11]. （原始内容存档于2021-12-16）.
7. ↑  .   [2019-01-11]. （原始内容存档于2019-02-21）.
8. ↑  .   [2019-01-11]. （原始内容存档于2019-02-21）.
9. ↑  .   [2019-01-11]. （原始内容存档于2019-02-21）.
10. ↑  .   [2019-01-11]. （原始内容存档于2019-02-21）.
11. ↑  .   [2019-01-11]. （原始内容存档于2019-02-21）.
12. ↑  .   [2019-01-11]. （原始内容存档于2019-02-20）.
13. ↑  .   [2019-01-11]. （原始内容存档于2019-02-20）.
14. ↑  .   [2019-01-11]. （原始内容存档于2019-02-20）.
15. ↑  .   [2019-01-11]. （原始内容存档于2019-02-20）.
16. ↑  .   [2019-01-11]. （原始内容存档于2019-02-20）.
17. ↑  .   [2019-01-11]. （原始内容存档于2019-02-20）.
18. ↑  .   [2019-01-11]. （原始内容存档于2019-02-19）.
19. ↑  .   [2019-01-11]. （原始内容存档于2019-02-19）.
20. ↑  .   [2019-01-11]. （原始内容存档于2019-02-19）.

東京都統計年鑑
1. ↑  昭和28年PDF - 9ページ
2. ↑  昭和29年PDF - 9ページ
3. ↑  昭和30年PDF - 9ページ
4. ↑  昭和31年PDF - 9ページ
5. ↑  昭和32年PDF - 9ページ
6. ↑  昭和33年PDF - 9ページ
7. ↑  . 東京都の統計.   [2018-10-28]. （原始内容存档于2016-03-05）.
8. ↑  . 東京都の統計.   [2018-10-28]. （原始内容存档于2016-03-05）.
9. ↑  . 東京都の統計.   [2018-10-28]. （原始内容存档于2015-06-29）.
10. ↑  . 東京都の統計.   [2018-10-28]. （原始内容存档于2015-06-29）.
11. ↑  . 東京都の統計.   [2018-10-28]. （原始内容存档于2015-06-29）.
12. ↑  . 東京都の統計.   [2018-10-28]. （原始内容存档于2015-06-29）.
13. ↑  . 東京都の統計.   [2018-10-28]. （原始内容存档于2016-03-05）.
14. ↑  . 東京都の統計.   [2018-10-28]. （原始内容存档于2016-03-05）.
15. ↑  . 東京都の統計.   [2018-10-28]. （原始内容存档于2016-03-05）.
16. ↑  . 東京都の統計.   [2018-10-28]. （原始内容存档于2016-03-05）.
17. ↑  . 東京都の統計.   [2018-10-28]. （原始内容存档于2016-03-05）.
18. ↑  . 東京都の統計.   [2018-10-28]. （原始内容存档于2016-03-05）.
19. ↑  . 東京都の統計.   [2018-10-28]. （原始内容存档于2015-06-29）.
20. ↑  . 東京都の統計.   [2018-10-28]. （原始内容存档于2015-06-29）.
21. ↑  . 東京都の統計.   [2018-10-28]. （原始内容存档于2015-06-29）.
22. ↑  . 東京都の統計.   [2018-10-28]. （原始内容存档于2016-03-05）.
23. ↑  . 東京都の統計.   [2018-10-28]. （原始内容存档于2016-06-02）.
24. ↑  . 東京都の統計.   [2018-10-28]. （原始内容存档于2015-06-29）.
25. ↑  . 東京都の統計.   [2018-10-28]. （原始内容存档于2016-03-05）.
26. ↑  . 東京都の統計.   [2018-10-28]. （原始内容存档于2015-06-29）.
27. ↑  . 東京都の統計.   [2018-10-28]. （原始内容存档于2016-03-05）.
28. ↑  . 東京都の統計.   [2018-10-28]. （原始内容存档于2016-03-05）.
29. ↑  . 東京都の統計.   [2018-10-28]. （原始内容存档于2016-03-05）.
30. ↑  . 東京都の統計.   [2018-10-28]. （原始内容存档于2015-06-29）.
31. ↑  . 東京都の統計.   [2018-10-28]. （原始内容存档于2015-06-29）.
32. ↑  . 東京都の統計.   [2018-10-28]. （原始内容存档于2015-06-29）.
33. ↑  . 東京都の統計.   [2018-10-28]. （原始内容存档于2016-03-05）.
34. ↑  . 東京都の統計.   [2018-10-28]. （原始内容存档于2016-03-05）.
35. ↑  . 東京都の統計.   [2018-10-28]. （原始内容存档于2015-06-29）.
36. ↑  . 東京都の統計.   [2018-10-28]. （原始内容存档于2016-03-05）.
37. ↑  . 東京都の統計.   [2018-10-28]. （原始内容存档于2016-03-05）.
38. ↑  . 東京都の統計.   [2018-10-28]. （原始内容存档于2016-03-05）.
39. ↑  . 東京都の統計.   [2018-10-28]. （原始内容存档于2016-03-05）.
40. ↑  .   [2018-10-28].
41. ↑  .   [2018-10-28].
42. ↑  .   [2018-10-28].
43. ↑  .   [2018-10-28].
44. ↑  .   [2018-10-28].
45. ↑  . 東京都の統計.   [2018-10-28]. （原始内容存档于2016-03-04）.
46. ↑  平成10年PDF
47. ↑  平成11年PDF
48. ↑  . 東京都の統計.   [2018-10-28]. （原始内容存档于2016-03-04）.
49. ↑  . 東京都の統計.   [2018-10-28]. （原始内容存档于2016-03-04）.
50. ↑  . 東京都の統計.   [2018-10-28]. （原始内容存档于2017-07-29）.
51. ↑  . 東京都の統計.   [2018-10-28]. （原始内容存档于2017-07-29）.
52. ↑  . 東京都の統計.   [2018-10-28]. （原始内容存档于2017-07-29）.
53. ↑  . 東京都の統計.   [2018-10-28]. （原始内容存档于2017-07-29）.
54. ↑  . 東京都の統計.   [2018-10-28]. （原始内容存档于2017-07-29）.
55. ↑  . 東京都の統計.   [2018-10-28]. （原始内容存档于2017-07-29）.
56. ↑  . 東京都の統計.   [2018-10-28]. （原始内容存档于2017-07-29）.
57. ↑  . 東京都の統計.   [2018-10-28]. （原始内容存档于2016-03-26）.
58. ↑  . 東京都の統計.   [2018-10-28]. （原始内容存档于2016-03-27）.
59. ↑  . 東京都の統計.   [2018-10-28]. （原始内容存档于2016-03-25）.
60. ↑  . 東京都の統計.   [2018-10-28]. （原始内容存档于2016-03-27）.
61. ↑  . 東京都の統計.   [2018-10-28]. （原始内容存档于2016-03-22）.
62. ↑  . 東京都の統計.   [2018-10-28]. （原始内容存档于2017-07-30）.
63. ↑  . 東京都の統計.   [2018-10-28]. （原始内容存档于2018-11-09）.
64. ↑  . 東京都の統計.   [2018-10-28]. （原始内容存档于2019-05-02）.
65. ↑  .   [2020-07-28]. （原始内容存档于2019-12-03）.
66. ↑  .   [2020-07-28]. （原始内容存档于2020-08-04）.

## 外部連結
- 車站資訊（有樂町）：東日本旅客鐵道
- 有樂町/Y18 | 路線・車站資訊 | 東京地下鐵